# Queso akkawi
El queso akkawi (en árabe: جبنة عكاوي‎)  (en hebreo: גבינה עכואית‎) es una variedad de queso fresco en salmuera originario de Palestina

## Etimología
Akkawi (también akawi, akawieh o ackawi) es el gentilicio de Akka (en árabe), de donde es originario.

## Producción y almacenamiento
El akkawi se hace generalmente con leche de la vaca pasteurizada, pero también puede ser hecho con leche de cabra o de oveja. Este queso es en gran parte producido en el Oriente Medio, notablemente en Palestina, Líbano, Jordania, Siria, Gaza, Egipto, y Chipre. En estas regiones, se sirve con pan pita o similar en el almuerzo o la cena. El akkawi se empaca a mano en aros de drenaje cuadrados y luego se cura en una salmuera de suero salado durante dos días.

## Textura y gusto
El color es blanco y tiene una textura suave y un sabor salado suave. Se usa comúnmente como un queso de mesa que se come solo o se combina con fruta.
La textura se puede comparar con los quesos mozzarella, feta o mizithra, ya que no se derrite fácilmente. Akkawi se puede almacenar hasta un año. La textura y el sabor son el resultado de su cultivo específico de sus cuajadas que se mantienen juntas durante un período prolongado más largo que el requesón de sabor más simple como el queso sirio cuando el akkawi se transforma en queso.

## Historia
El suministro de akkawi a menudo ha sido un problema en el Oriente Medio. Durante la guerra civil libanesa, los animales lácteos eran sacrificados y el país tuvo que importar akkawi de Europa Oriental. En Los Ángeles, los inmigrantes árabes hicieron un sustituto del akkawi remojando queso feta cambiandole el agua varias veces para desalinizarlo.